# Bernardo Alves
Bernardo Alves (Belo Horizonte, 1974. november 20. –) brazil sportlovas.
João Baptista Ribeiro de Resende Alves és Maria José Cardoso fia. Kezdetben Joseph Wilsonnál tanult, majd 16 éves korára már profi versenyző lett.